# ブッツバッハ

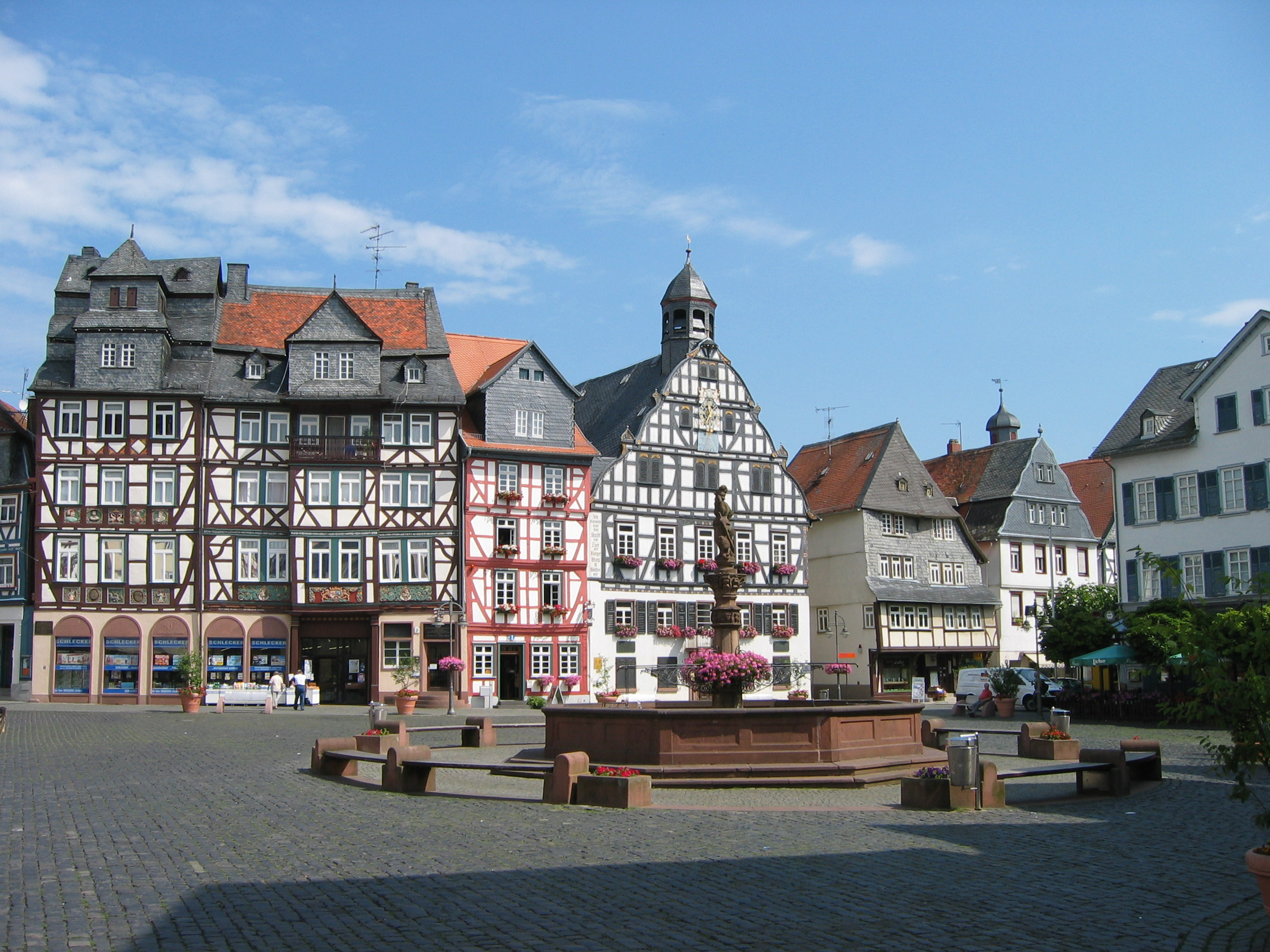
ブッツバッハのマルクト広場

ブッツバッハ (ドイツ語: Butzbach, ドイツ語発音: [ˈbʊt‿sbax]) は、ドイツ連邦共和国ヘッセン州ヴェッテラウ郡に属す市である。タウヌス山地北東部のヴェッテラウへの移行部に位置する。この街は、2011年1月から「フリードリヒ＝ルートヴィヒ＝ヴァイディヒ=シュタット」というニックネームを持つ。

## 地理

### 隣接する市町村
ブッツバッハは、北はラングゲンス（ギーセン郡）、東はミュンツェンベルクおよびロッケンベルク、南はオーバー＝メルレン（以上 3市町村はヴェッテラウ郡）およびウージンゲン（ホーホタウヌス郡）、西はグレーヴェンヴィースバッハ（ホーホタウヌス郡）およびヴァルトゾルムス（ラーン＝ディル郡）と境を接している。

### 市の構成
ブッツバッハは、ボーデンロート、ブッツバッハ（中核市区）、エーバースゲンス、ファウアーバッハ・フォア・デア・ヘーエ、グリーデル、ハウゼン＝エス、ホーホ＝ヴァイゼル、キルヒ＝ゲンス、マイバッハ、ミュンスター、ニーダー＝ヴァイゼル、オストハイム。ポール＝ゲンス。ヴィーゼンタールの各市区から構成されている。

## 歴史

### ローマ時代
紀元後90年頃、ヴェッテラウは（従って現在のブッツバッハの市域の一部も）、ローマ帝国のゲルマニア・スペリオル属州の一部となった。ブッツバッハの北西部を分断していたオーバーゲルマニシュ＝レティシャー・リーメスは、ローマに従属しないゲルマン人から領土を護るために築かれた。この国境の土塁はユネスコの世界遺産に登録されている。ローマ人は、およそ200年にも及ぶ支配の間に、この土塁の近く、現在の市内中心部近くに軍隊のための城塞を築いた。この城塞は、近世にはフンネブルク（「フン族の城」）と呼ばれていた。この城は、17世紀になっても明らかに見ることができ、フン族の王アッティラの城であったと誤解されていたのである。やがてこの城は安直な採石場と見なされ、時代とともに地上建造物は取り壊されていった。市の博物館にこの城の模型が展示されているが、その規模は修復されたタウヌスのザールブルク城よりも大きかった。フンネブルクの他に、トラヤヌス帝の時代にデーガーフェルトに小規模な城も築かれた。これは、ローマ帝国と、リーメスの外側の世界との交易を安全に行うために設けられたものである。この城塞も現在では見ることができない。
2世紀の初め頃から、軍隊の城塞の西側に、入植地が築かれたが、その名称は伝えられていない。この入植地は2つの城塞の間にあり、かなりの大きさがあった。
2世紀から3世紀のカッティ族やアレマン族の侵入によって、城塞は破壊されたが、後に再建された。260年にリーメスが放棄されるまで、両城塞には兵士が配備されていた。その後、城も入植地も荒廃していった。

### 中世
ブッツバッハの文献上の最も古い記録は、773年に Botisphaden としてなされたものである。中世盛期、この集落は帝国ミニステリアーレのハーゲン＝ミュンツェンベルク家の所領であった。この集落は、1255年にハーゲン＝ミュンツェンベルク家の遺産とともにハーナウ家のものとなったが、早くも1308年にはファルケンシュタイン家に売却された。フィリップ4世フォン・ファルケンシュタイン＝ミュンツェンベルクは、1321年に皇帝ルートヴィヒ4世からこの街の都市権を授けられた。この新しい都市は、壁、土塁、堀で頑丈に護りを固められた。行政は、老練な議員と若い議員に仕分けされた14人の議員からなる市議会に委託された。ブッツバッハは何度も遺産として領主を替えた: ファルケンシュタイン家からエップシュタイン家、されにゾルムス＝ブラウンフェルス家、ゾルムス＝リヒ家、カッツェンエルンボーゲン家、そして最終的にヘッセン＝ダルムシュタット方伯という具合であった。

### 歴史的名称
史料上のこの街の表記は以下の通りである。
- Botisphaden （773年）
- Botinesbach （768年–778年）
- Butisphaden （805年–808年）

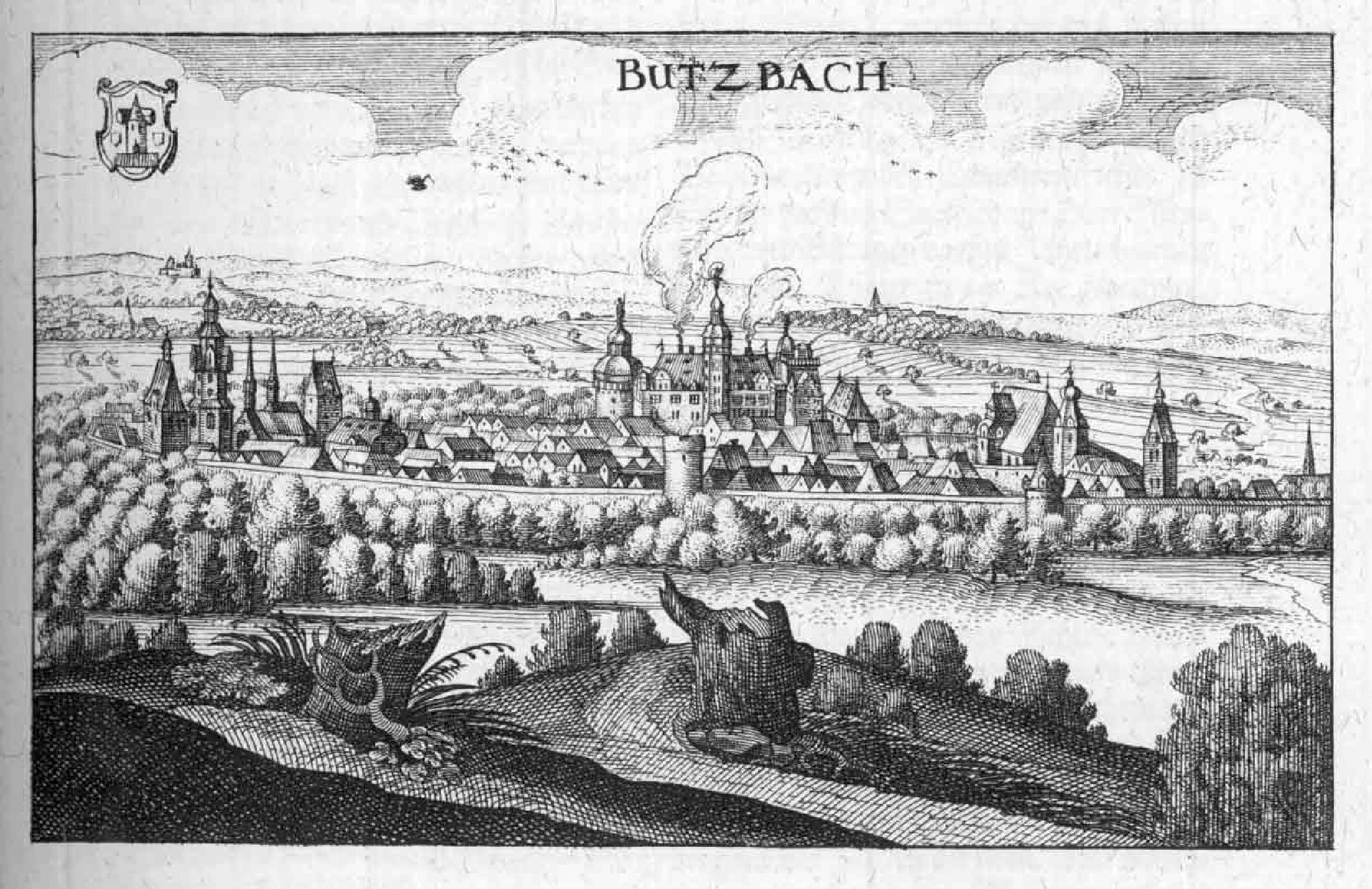
1655年に出版されたマテウス・メーリアンの銅版画に描かれたブッツバッハ

- Buodesbach （821年）
- Bvotesfad （10世紀）
- Budesbah （12世紀後半）

### 近世
ブッツバッハは、1609年から1643年まで、ヘッセン＝ダルムシュタット家の次子相続に伴いフィリップ3世によって創設されたヘッセン＝ブッツバッハ方伯領の首都となった。このため、この街に方伯の城館が建設された。この城館に付属する遊歩庭園には、星や星座、季節を表す多彩な装飾を施された「プラネーテンブルンネン」（惑星の泉）がある。しかし、フィリップ3世は子供をもうけず亡くなったため、彼の死後ブッツバッハはヘッセン＝ダルムシュタット家に戻された。後に方伯の居城は兵舎とされ、遊歩庭園は取り壊された。しばらく前から、修復された城館の周囲に、遊歩庭園の細部まで忠実な復元がなされている。

### 近現代
ヘッセン＝ダルムシュタット方伯領の後継であるヘッセン大公国で、ブッツバッハはアムト・ブッツバッハの主邑となり、このアムトの廃止後 1821年から1829年までの短期間ではあるが郡庁所在地となった。1840年から2004年まで本市はブッツバッハ地方裁判所および区裁判所の所在地であった。中世の防衛施設であった塔や門は、19世紀に取り壊された。兵舎に転用されたかつての城館は、19世紀半ばには「シェヴォルジャー兵舎」と呼ばれ、ヘッセン大公の軍隊が配備されていたが、第二次世界大戦後にはアメリカ軍が駐留した。
さらにキルヒ＝ゲンス市区にアイアース兵舎があり、やはりアメリカ軍が駐留した。1000戸の住宅、オフィス、学校や病院を備えたアメリカ軍兵士の居住地「ローマン・ウェイ・ハウジング」は2007年10月にアメリカ陸軍から委譲された。この地域は2011年末まで空き地であったが、これ以後建物の大部分が取り壊された。この住宅地は、ローマ時代の旧城塞の村に建設されていた。
2007年6月1日から10日まで、ブッツバッハ市は第47回ヘッセンの日の開催都市となった。これにより110万人がこの街を訪れた。
『ヘッセン急使』の共同著者であるフリードリヒ・ルートヴィヒ・ヴァイディヒの220回目の誕生日にあたる2011年2月15日に、ブッツバッハ市は、当時のヘッセン州内務大臣ボリス・ラインから「フリードリヒ＝ルートヴィヒ＝ヴァイディヒ＝シュタット」という添え名を授けられた。

### 市町村合併
ヘッセン州の地域再編に伴い、1970年12月31日に、それまで独立した町村であったホーホ＝ヴァイゼル、ニーダー＝ヴァイゼル、オストハイム、ポール＝ゲンスがブッツバッハ市に合併した。同日にファウアーバッハ・フォア・デア・ヘーエとミュンスターが合併して成立したフィリップゼックと、ボーデンロートが1972年2月1日にブッツバッハ市に加わった。グリーデル、ハウゼン＝エス、キルヒ＝ゲンス、マイバッハは1972年8月1日にこれに続いた。

## 住民

### 宗教

#### キリスト教

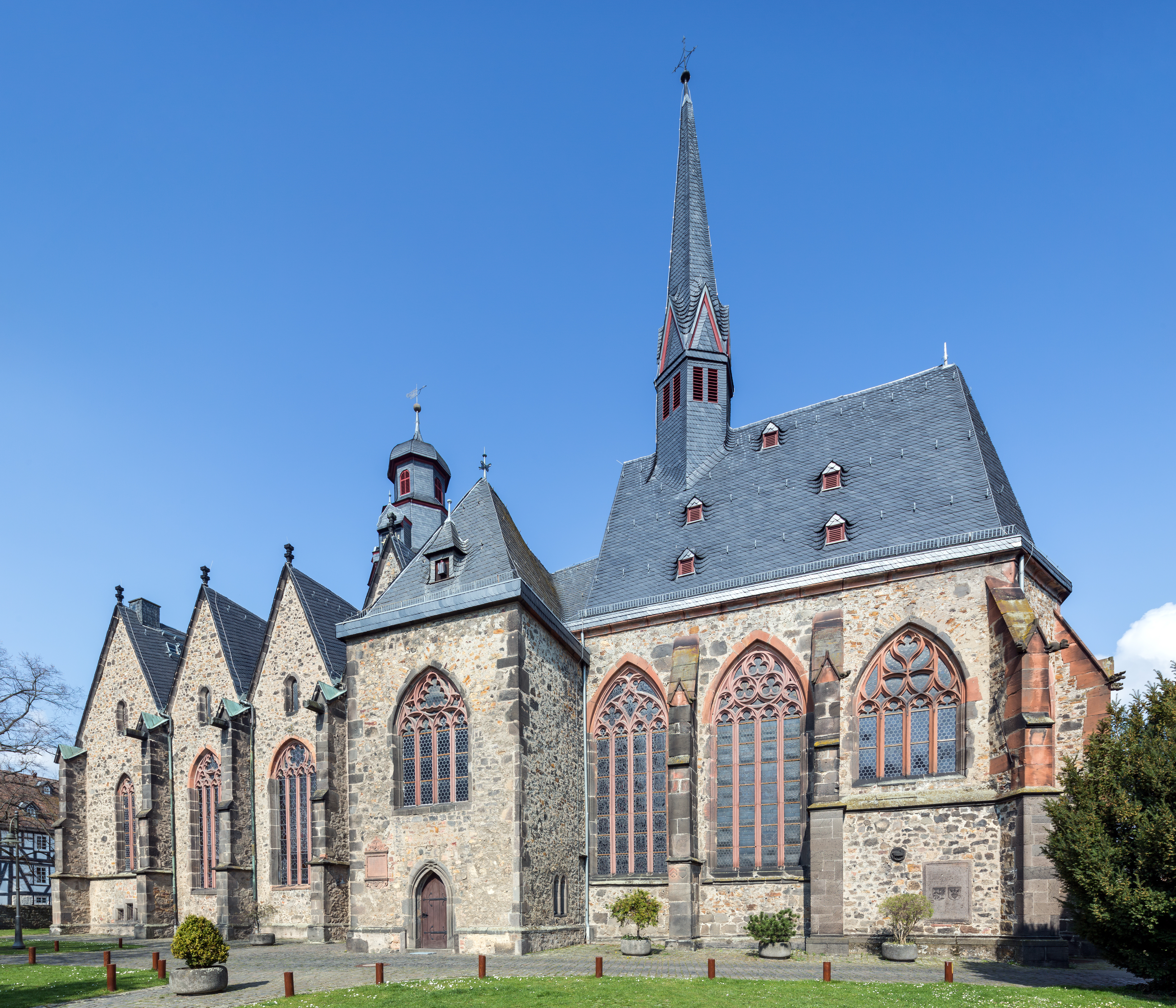
ブッツバッハのマルクス教会

ブッツバッハのマルクス教会は、福音主義教会の教会堂である。福音主義教会はこの他に、ハウス・デーガーフェルト、ユーゲントハウス・カフェ・カンネおよび幼稚園を有している。市内にはローマ＝カトリック教会（聖ゴットフリート教会）があり、やはり幼稚園を運営している。ファウアーバッハ市区の教会がこの教区に属している。城館には、福音主義シュタットミッション・ブッツバッハ/ニーダー＝ヴァイゼルが教会センターとともに入居している。さらに中核市区には新使徒派教会も存在している。

#### ユダヤ教
中世の1332年に初めてユダヤ人住民が記録されている。1348年から1349年のペスト禍の時代に排斥された後、1371年から1372年にこの街に再びユダヤ人が戻ってきた。ブッツバッハのシナゴーグ（礼拝堂）については1384年に記述されている。ユダヤ人家族は、特にユーデンガッセ（後のヒルシュガッセ）に住んでいた。彼らの主な収入源は金融業であった。しかし、ユダヤ人医師やユダヤ人教師もいた。中世末期の排斥については知られていないが、事実として15世紀中頃にほとんどのユダヤ人がこの街を去っていった。16世紀から17世紀にはこの街に再びユダヤ人が暮らすようになっていた。主には小売業者であったが、中には貿易商人もいた。1622年には 5 から 8 家族があった。1656年にはラビを含む 10家族に増えた。理由は明らかではないが、そのしばらく後にユダヤ人家族はブッツバッハから去るか追放されるかして、またしてもいなくなった。再び大きな流入が起こるのは 19世紀になってからであった。1848年頃には 27人（5家族）のユダヤ人を数えた。その後ユダヤ人家族は増加したようで、しばらくすると独立した教区を創設する許可が下りている。礼拝室は、1848年8月に市庁舎内に設けられた。1868年、ユダヤ人は 14家族に増えていた。特に第一次世界大戦後には近隣の村落のユダヤ人や、いわゆる「オストユーデン」（東欧地域のユダヤ人）がこの街に移住した。ユダヤ人家族の長は、商人（靴商人、織布商人）、家畜商、野菜商人、肉屋、タバコ商人、時計職人や靴職人として家計をたてていた。1926年8月20日にヴェッツラー通りにシナゴーグが建設された。1933年以後ユダヤ人組織の一部（1933年には148人、これは全住民の 2.6 % にあたる）が高まる権利の迫害や、圧力により移住した。その多く（80人）はアメリカ合衆国に移り住んだ。1938年11月の排斥運動（水晶の夜）では、シナゴーグが焼かれただけでなく、ユダヤ人の企業や住居が完全に破壊され、住民は暴行を受けた。1941年から1942年にブッツバッハに残っていた最後のユダヤ人 18人が絶滅収容所に送致され、殺害された。さらにかつてブッツバッハに住んでいたユダヤ人達も他の街で逮捕された。1945年以後、この街にはユダヤ人コミュニティは存在していない。

## 行政

### 市議会
2011年3月27日の市議会議員選挙以降、ブッツバッハの市議会は 37議席で構成されている。

### 首長
2012年9月30日の市長選挙決選投票で、現職のミヒャエル・マリー (SPD) が 62.4 % の票を獲得して対立候補のベニャミン・ゼリガー (CDU) に勝利し、再選された。この選挙の投票率は 45.5 % であった。

### 姉妹都市
- コッレッキオ（イタリア、エミリア＝ロマーニャ州）
- アイレンブルク（ドイツ語版、英語版）（ドイツ、ザクセン州）1990年10月26日
- サン＝シール＝レコール（フランス、イヴリーヌ県）2008年
- テプラー（チェコ語版、英語版）（チェコ、カルロヴィ・ヴァリ州）[12]

### 協力援助関係
- 1954年にブッツバッハは、エーガーランド地方（ドイツ語版、英語版）のテプラー市から追放されたシュレージエンのドイツ人に対する協力援助関係を結んだ。

## 経済と社会資本

### 交通

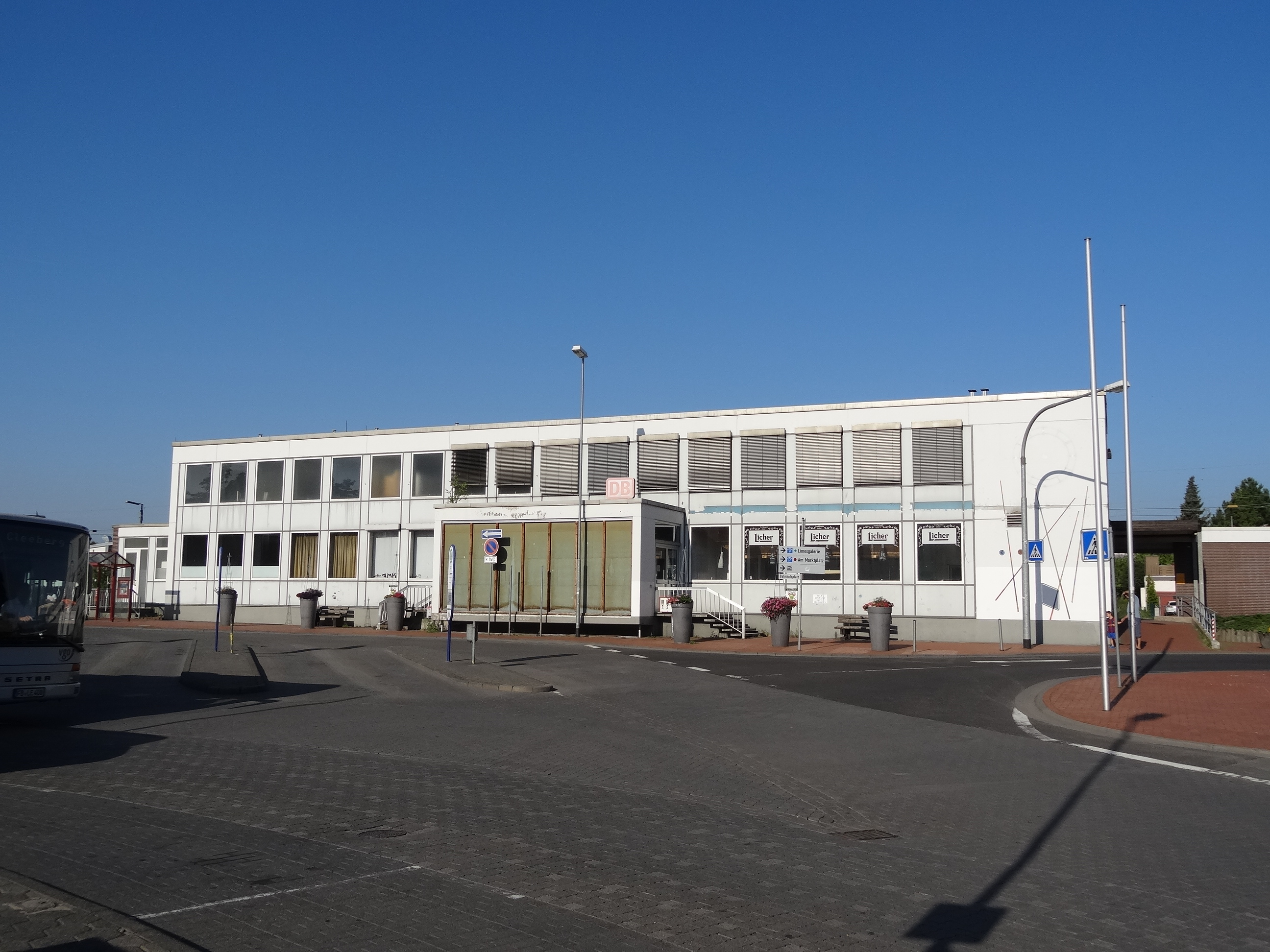
ブッツバッハ駅

ブッツバッハ駅は、ライン＝マイン交通連盟に属す区間であるマイン＝ヴェーザー鉄道のギーセン - フリードベルク間に位置している。ブッツバッハ・オスト駅（ブッツバッハ東駅）は、かつてブッツバッハ＝リッヒャー鉄道の本社所在地であった。この旧駅は、現在ヘッセン州営鉄道 (HLB) に移譲され、車両基地となっている。ブッツバッハの立地は、ヴェッテラウにおける公共旅客交通（バス - HLB ヘッセンバス）や鉄道旅客交通（鉄道 - HLB ヘッセン鉄道）において重要な役割を担っている。

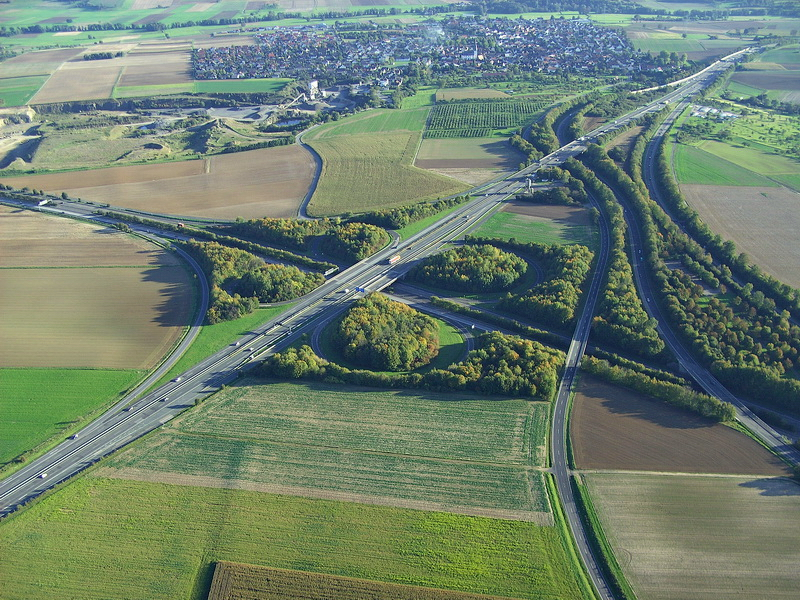
A5号線と A45号線が交差するガムバッハ・ジャンクション。立体交差の上が A5号線、下が A45号線である。

この街は、連邦アウトバーン A5号線（ハッテンバッハ・ジャンクション - ヴァイル・アム・ライン）および連邦アウトバーン A45号線（ザウアーラント線、ドルトムント - アシャッフェンブルク）に直接アクセスできる。この 2つのアウトバーンは、ガムバッハのすぐ近くで交差している。さらにブッツバッハからほど近いラングゲンスは連邦アウトバーン A485号線の起点であり、ギーセン北ジャンクションを経由してマールブルクやカッセル方面に延びている。この他にブッツバッハは、フリートベルクとギーセンとを結ぶ連邦道 B3号線にも面している。
州道 L3053号線 ブッツバッハ - ハウゼン区間はメディアやインターネットで重力の歪みと取りざたされている。ここでは、瓶、ボール、車が、他からの作用がなく山を転がり上がる。ただし、これは目の錯覚である。この箇所が下り坂であることは道路交通局の測量と見解によって証明されている。

#### 自転車道
ブッツバッハ市内には数多くの自転車道が通っている。
- ドイツ・リーメス自転車道が、中核市区とヴィーゼンタール市区、ファウアーバッハ・フォア・デア・ヘーエ市区、ミュンスター市区、ホーホ＝ヴァイゼル市区を通っている。この自転車道は、オーバーゲルマニシュ＝レティシャー・リーメス沿いに、ライン川沿いのバート・ヘニンゲンからドナウ川沿いのレーゲンスブルクまで全長 8181 km を結んでいる。
- ヘッセン自転車道 R6号線は、「ヴァルデッカー・ラントからタインタールへ」というモットーの下に設けられている。この自転車道は、ヘッセン州北部のディーメルシュタットからスタートとして、南部のラムペルトハイムまでを結んでいる。全長は約 380 km である。

### メディア
- ブッツバッヒャー・ツァイトゥングは、ブッツバッハとその周辺地区向けの地元日刊紙である。この新聞は、グラッツフェルト印刷所で出版、印刷されている。
- ラジオ WeWeWe - ヴェレ・ヴェスト・ヴェッテラウはイベントラジオ局であり、1999年から年に1回、多くの場合は 9日間程度一般向けに放送を行っている。このラジオはフェライン（クラブ、同好会）として組織され、市民ラジオとして認識されている。このラジオ局は、ラジオ・ヴェッテラウのためにメディア教育上寄与している。

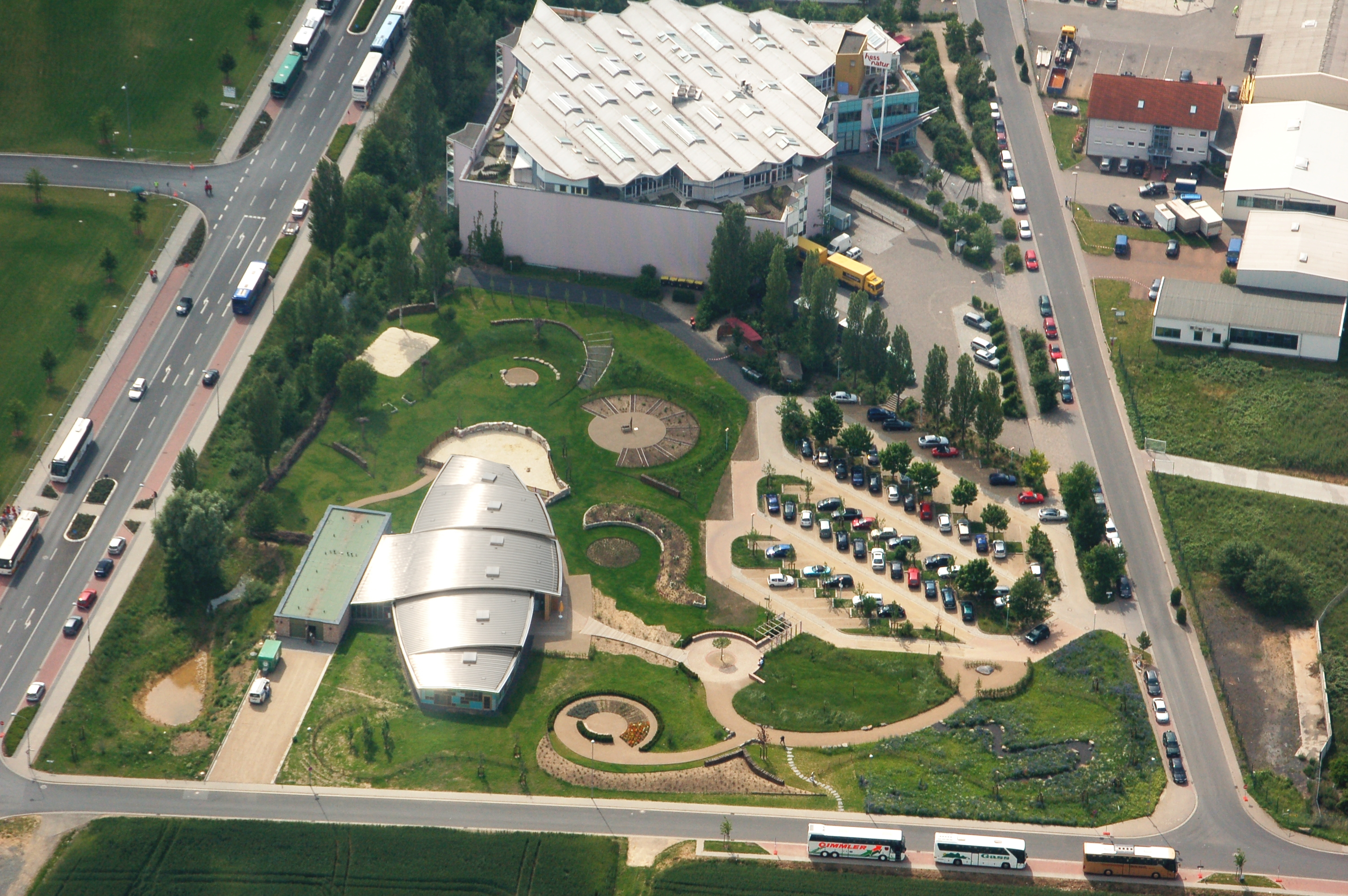
ヘス・ナトゥール本社

### 地元企業
ブッツバッハの博物館の一部門は「エッセンにクルップがあったように、ヘッセンにはブッツバッハがある！」という標題を掲げている。ブッツバッハは重要な商工業都市であり、機械製造と金属加工がその主要分野である。たとえば、フェストアルピーネの分岐器、プロセスシステム工学、農業機械製造、研磨材製造、さらには、水および廃水再生、包装機械、計測工学、制御工学分野の装置製造などである。1987年以降製造業の従事者が減少しており、サービス業や商業の従事者が増加している。たとえばヘス・ナトゥール社（天然素材の衣料販売）は、ブッツバッハに本社を置いている。コンピューター、電子分野、日用品のオンライン通信販売業者ディジターロ GmbH は、閉鎖されるまでブッツバッハに本社を置いていた。

### 教育
- ヴァイディヒシューレ、ギムナジウム
- シュレンツァーシューレ、統合型総合学校
- 市立学校、基礎課程・本課程・実科学校。養護課程もある。
- デーガーフェルトシューレ、基礎課程学校
- 職業・技術学校

## 文化と見所

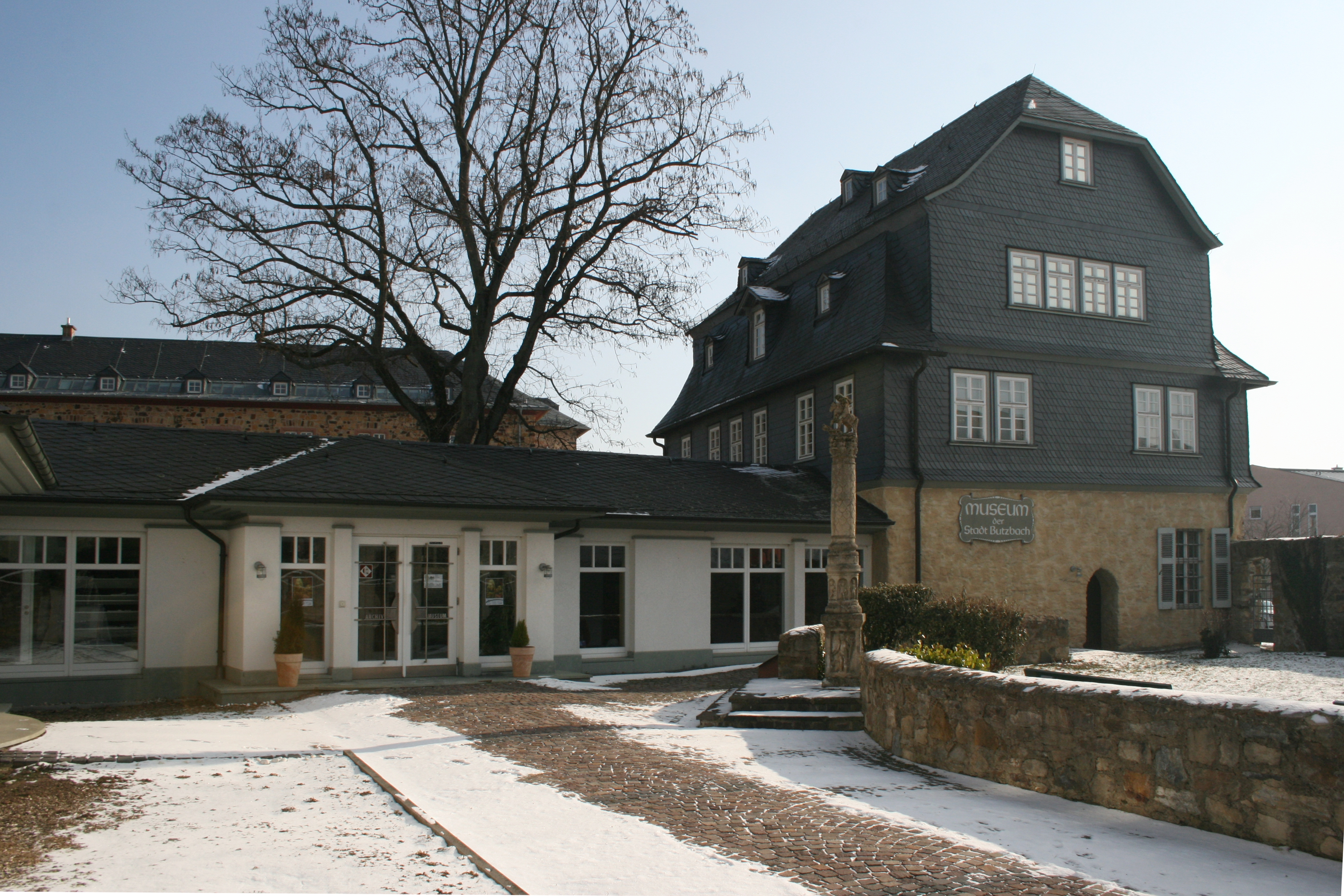
ブッツバッハ市立博物館

### 博物館
ブッツバッハには、ゾルムス＝ブラウンフェルス館にブッツバッハ市立博物館がある。この博物館では、ブッツバッハの工業史（革なめし工場、靴造り職人、食品製造業）を一望することができる。

### 余暇・レジャー
ブッツバッハは、ドイツ木組みの家街道およびドイツ・リーメス街道に面している。
シュレンツァーは、ブッツバッハ周縁部の高台であり、人気のハイキング地である。ここからは周辺の素晴らしい眺望が得られる。ここには野外プールもある。

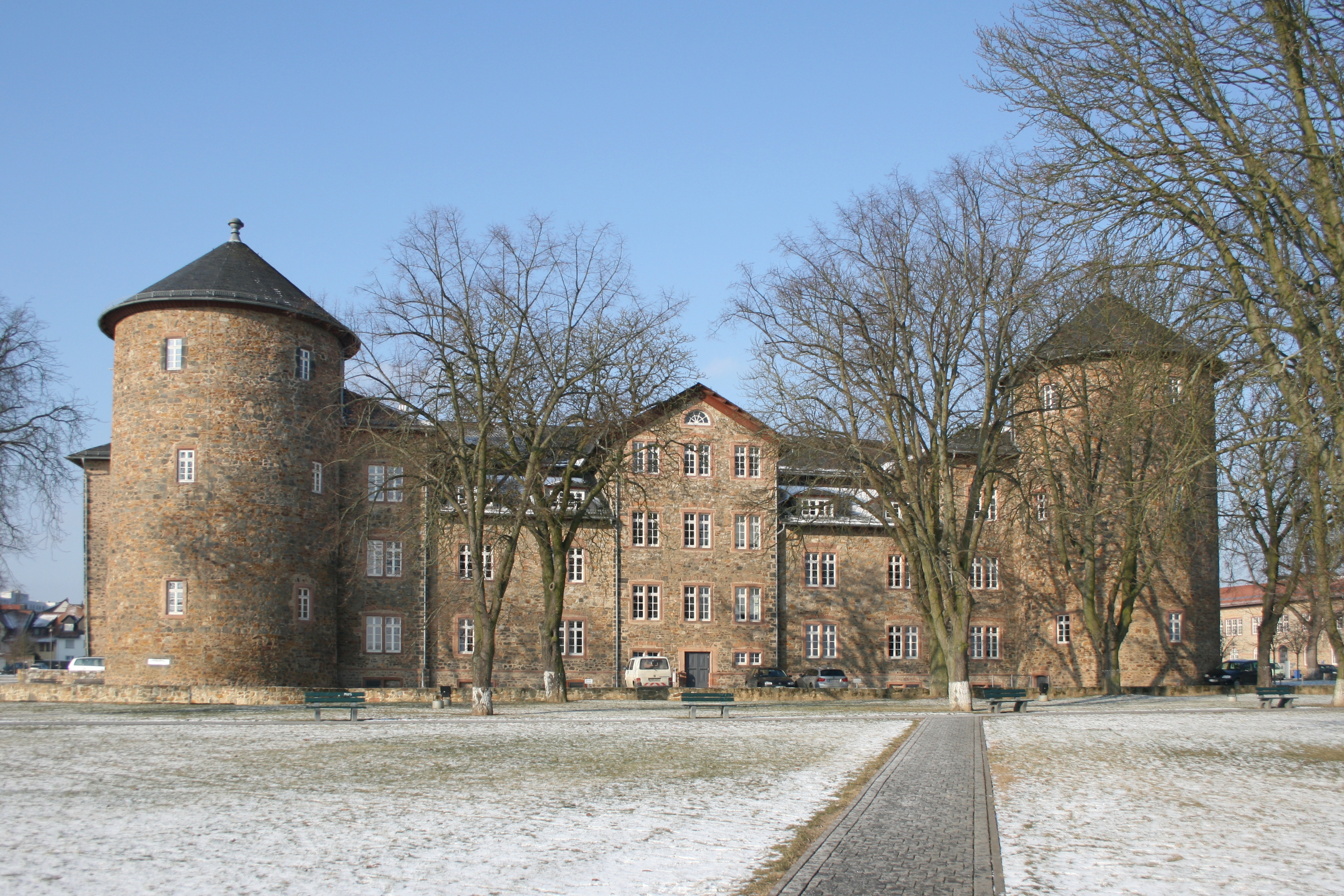
方伯の城館

### 建築物
- 市場の泉、16世紀に建てられた木組み建築の市庁舎、何棟もの木組み建築を有するマルクト広場。しばしばヘッセンで最も美しい広場の一つに数えられる。
- 16世紀から 18世紀までの木組み建築群
- 15世紀に建造されたゴシック教会であるマルクス教会
- 市壁の小規模な遺構
- 方伯の城館。1200年頃にはすでにブッツバッハに城塞があり、時代とともに城館に改築されていった。ここは、短い期間ではあったが、ヘッセン＝ブッツバッハ方伯の居城であった。その後この城館は兵舎となった。方伯の城は2004年まで改修が行われ、市当局や行政機関に利用されている。
- 城館については、ゾルムス家の城館もある。これは、ゾルムス伯の役所および未亡人の館として利用されていた。
- 聖ヴェンデリン礼拝堂は、1440年頃に建設されたヘッセン州で最も古い木組み建築の教会である。
- ブッツバッハ南部ニーダー＝ヴァイゼル市区のヨハネ騎士団の騎士修道会教会
- 市内には、1890年から1894年に建設されたブッツバッハ刑務所がある。ここには成人男性犯罪者が収監されている。

- 市場の泉
- 木組み建築が建ち並ぶグリーデラー通り
- ブッツバッハの市壁跡
- ゾルムス伯の城館
- 聖ヴェンデリン礼拝堂
- ヨハネ騎士団の騎士修道会教会

### ニーダー＝ヴァイゼル兵士墓地
この兵士墓地は終戦の頃にアメリカ陸軍によって整備された。ここには 519人の兵士が眠っているが、このうち 420人がドイツ人、99人がソヴィエトとポーランドの戦争犠牲者である。ドイツ人は、1945年3月にヘッセンで、4月に西テューリンゲンで戦死した人々である。現在では、毎年国民哀悼の日にブッツバッハ市の中央追悼式が行われている。

### スポーツ
全国的に知られているのが、TSV 1846 ブッツバッハである。このクラブのハンドボールチームは 2年間ブンデスリーガでプレイした。

### 年中行事
- 市場（3月: ファーゼルマーケット、10月: カタリーネンマーケット）
- ヘッセン最大の野外映画
- 9月第1週末: 旧市街祭

## 人物

### 出身者

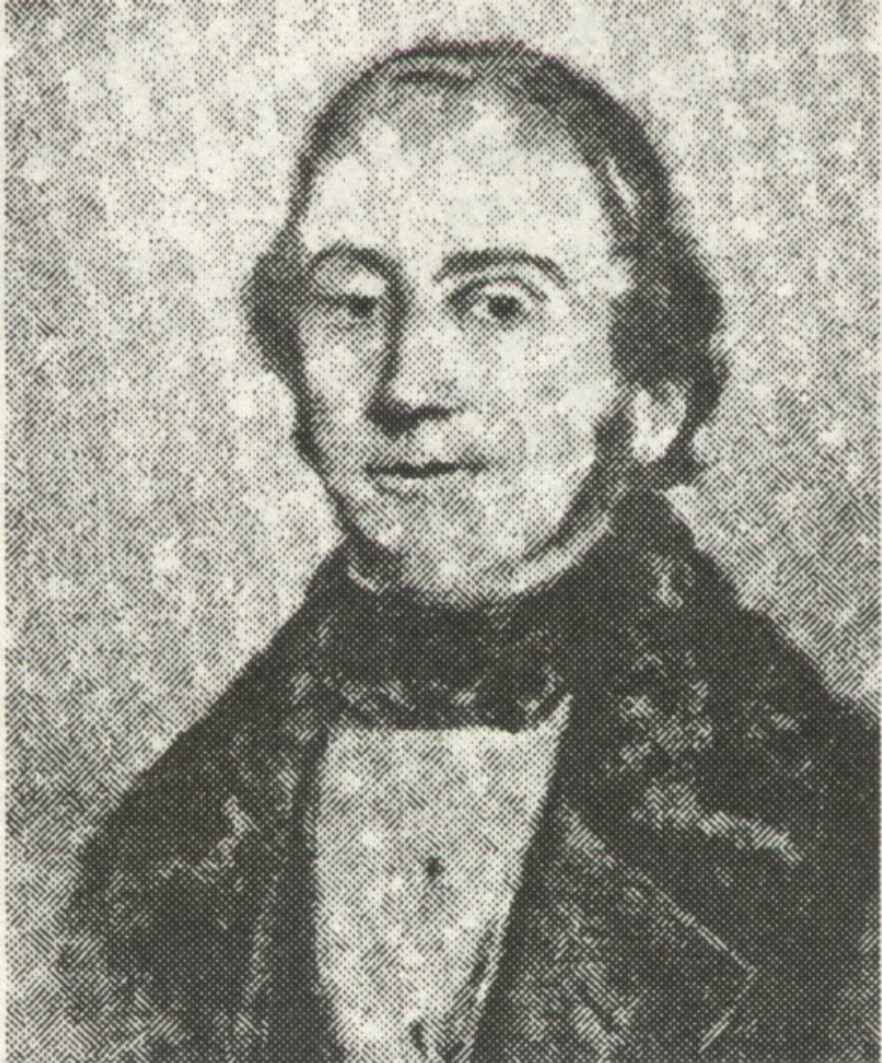
ローレンツ・ディーフェンバッハ

- ヨハン・ヤーコプ・グリースバッハ（ドイツ語版、英語版）（1745年 - 1812年）イェーナで新約聖書学の教授を務め、新約聖書の本文批評の父とされている。
- ロレンツ・ディーフェンバッハ（1806年 - 1883年）司書、牧師、ドイツ学者、辞書編纂者、ドイツ国民主義の著述家。
- エルンスト・グレーザー（ドイツ語版、英語版）（1902年 - 1963年）作家

### ゆかりの人物
- ガブリエル・ビール（ドイツ語版、英語版）（1415年頃 - 1495年）中世後期の神学者で、長年にわたりブッツバッハの共同生活兄弟会（ドイツ語版、英語版）の修道院長代理を務めた。ブッツバッハのクーゲルハウス内の図書館は、ガブリエル・ビールがブッツバッハにいた期間に創設された。
- フリードリヒ・ルートヴィヒ・ヴァイディヒ（1791年 - 1837年）ブッツバッハの学校で教師および校長として22年間勤務した。ヴァイディヒはゲオルク・ビュヒナーと協力して『ヘッセン急使』を著した。ヴァイディヒシューレ（ギムナジウム）は彼にちなんで命名された。

## 関連図書
- Ludwig Horst: Zur Geschichte von Butzbach, von der Vor-und Frühgeschichte bis zur Gegenwart, herausgegeben von der Stadt Butzbach und vom Geschichtsverein Butzbach 1971.

この文献は、翻訳元であるドイツ語版の参考文献として挙げられていたものであり、日本語版作成に際し直接参照してはおりません。

## 引用
1. ↑  Hessisches Statistisches Landesamt: Bevölkerung in Hessen am 31.12.2023 (Landkreise, kreisfreie Städte und Gemeinden, Einwohnerzahlen auf Grundlage des Zensus 2011)]
2. ↑  Max Mangold, ed (2005). Duden, Aussprachewörterbuch (6 ed.). Dudenverl. p. 275. ISBN 978-3-411-04066-7
3. ↑  Taunus-Wetterau-Limes（2015年8月17日 閲覧）
4. ↑  Uta Löwenstein: Grafschaft Hanau. In: Ritter, Grafen und Fürsten – weltliche Herrschaften im hessischen Raum ca. 900–1806 = Handbuch der hessischen Geschichte 3 = Veröffentlichungen der Historischen Kommission für Hessen 63. Marburg 2014. ISBN 978-3-942225-17-5, S. 196–230.
5. ↑  Handbuch der historischen Stätten Deutschlands, Hessen, 3. überarbeitete Aufl., S. 73
6. ↑  Historisches Ortslexikon - Butzbach, Landesgeschichtliches Informationssystem Hessen (LAGIS).（2015年8月17日 閲覧）
7. ↑  Statistisches Bundesamt (Hrsg.): Historisches Gemeindeverzeichnis für die Bundesrepublik Deutschland. Namens-, Grenz- und Schlüsselnummernänderungen bei Gemeinden, Kreisen und Regierungsbezirken vom 27. Mai 1970 bis 31. Dezember 1982. W. Kohlhammer GmbH, Stuttgart und Mainz 1983, ISBN 3-17-003263-1, S. 360 und 361.
8. ↑  Evangelische Markus-Kiruchengemeinde Butzbach - Kinder in der Markusgemeinde（2015年8月20日 閲覧）
9. ↑  Katholische Kirche in der Wetterau, Dekanat Wetterau-West - Butzbach, St. Gottfried（2015年8月20日 閲覧）
10. ↑  ヘッセン州統計局: 2011年3月27日のブッツバッハ市議会議員選挙結果（2015年8月22日 閲覧）
11. ↑  ヘッセン州統計局: 2012年9月30日のブッツバッハ市長選挙結果（2015年8月22日 閲覧）
12. ↑  Städtepartnerschaftsverein Butzbach（2015年8月22日 閲覧）
13. ↑  Deutsche Fachwerkstraße（2015年8月23日 閲覧）
14. ↑  Deutsche Limes-Straße（2015年8月23日 閲覧）